# Smalplaatrussula
De smalplaatrussula (Russula chloroides) is een paddenstoel uit de familie Russulaceae. Hij vormt mycorrhiza met eik (Quercus), Fagus en linde (Tilia), vooral in lanen, soms in loofbossen op neutrale tot kalkhoudende zand- en kleibodems. De vruchtlichamen verschijnen tussen juli en oktober.

## Kenmerken

### Macroscopische kenmerken
Hoed
De hoed is heeft een diameter van 5 tot 13 centimeter en behoort hiermee tot de grotere russula's. Het oppervlak van de hoed is jong wit, glad, mat en fluweelachtig mat. Later kan het kaal zijn en plaatselijk geheel roomgeel tot okerbruin. Bij vochtig weer is de bovenkant van de hoed vettig tot dun en glanzend. De hoedhuid kan slechts een klein stukje worden afgepeld.
Lamellen
De lamellen staan dicht op elkaar die bij jonge exemplaren een groenige weerschijn vertonen, een onderscheidend kenmerk ten opzichte van verwante soorten zoals de witte russula  (Russula delica). 
Steel
De steel is kort en dik (2,5–60 (9) × 10–20 (3,6) cm). De binnenkant van de steel is vol tot kamerachtig en hol, het oppervlak heeft fijne lengtenerven en is op jonge leeftijd wit en mat. Naarmate hij ouder wordt, kan de steel op sommige plaatsen bruin worden.
Geur en smaak
Het vruchtvlees is zeer stevig, wit en mild, maar kan soms pittig worden. De geur is onkarakteristiek en onopvallend. Het kan fruitig of eerder onaangenaam zijn.
Sporenprint
De sporenprint is wit tot bleek creme (Ib-IIa volgens Romagnesi).
Chemische reacties
Het vruchtvlees van de hoed reageert oranjeroze met ijzersulfaat, vrij intens blauw met guaiac en wijnkleurig met fenol.

### Microscopische kenmerken
De bolvormige tot grotendeels ellipsvormige sporen meten 7,9–10,7 x 7,0–9,1 µm. De Q-waarde (quotiënt van sporenlengte en -breedte) is 1,1–1,2. Het sporenornament bestaat uit geïsoleerde, grove wratten tot 1,8 µm hoog, die plaatselijk met elkaar verbonden zijn tot een fragmentarisch netwerk.
De viersporige, knotsvormige basidia zijn 50-75 µm lang en 11-15 µm breed. De talrijke hymeniale cystiden worden grijszwart met sulfobenzaldehyde. De cheilocystidia zijn spoelvormig tot knotsvormig en aan de punt meestal afgerond. Ze meten 40–110 × 6–12 µm, terwijl de vergelijkbare maar iets grotere pleurocystidia meten 60–105 × 8–13 µm.
De hoedhuid bestaat uit cilindrische, meestal vertakte en gesepteerde, 3-5 µm brede haren. Daartussen bevinden zich cilindrische pileocystidia, meestal ingesnoerd aan de punt en gedeeltelijk gesepteerd, 3-6 µm breed, die een grijszwart gehalte aan sulfobenzaldehyde hebben.

## Verwarrende soorten
De smalplaatrususla wordt soms verward met oude exemplaren van de fijngegordelde melkzwam.

## Verspreiding

Europese verspreidingsgebied

De smalplaatrussula komt wereldwijd voor in Japan, Mexico en Canada. Hij is wijdverspreid in Europa en komt vooral veel voor in Midden-Europa. Vanwege de lage bodemeisen wordt aangenomen dat hij plaatselijk algemener voorkomt dan de witte russula.
In Nederland komt de smalplaatrussula matig algemeen voor.